# 윤성순
윤성순(尹珹淳, 1898년 경기도 포천 ∼ 1971년)은 대한민국의 정치인이다. 제2·3·4대 국회의원을 지냈다.
미국 컬럼비아 대학교에서 수학, 이 대학에서 철학박사학위를 받았다. 귀국 후 이화여자전문학교에서 교수로 재직하였으며, 한때 대동광업주식회사(大同鑛業株式會社) 참사(參事), 북선흑연광업(北鮮黑煙鑛業)소장을 지내기도 하였다. 광복 후 충청남도 상공국장·학무국장·내무국장을 지냈으며, 상공부 광업국장을 역임하였다.
1950년 제2대 국회의원 선거 때 포천에서 무소속으로 출마, 당선되었으며, 1953년 2월 교통부장관으로 임명되어 1954년 2월까지 재직하였다.
1954년 자유당 공천으로 포천에서 제3대 민의원의원으로 당선되었으며, 1958년 제4대 민의원의원 선거에서도 역시 자유당의 공천으로 같은 지역구에서 당선되었다. 국회에서는 상공분과·국방분과 외무분과 등의 위원장을 역임하였다.

## 역대 선거 결과
|  | 25.83% |

|  | 41.61% |

|  | 42.03% |

|  | 9.41% |

## 참고 자료
- 윤성순 - 대한민국헌정회
- 윤성순(尹珹淳) - 한국학중앙연구원

| 전임 김석관 | 제4대 교통부 장관 1953년 2월 3일 ~ 1954년 2월 10일 | 후임 이종림 |